# Molly of Denali
Molly of Denali er en amerikansk-canadisk animeret tv-serie oprettet og produceret af Atomic Cartoons og WGBH Kids til PBS Kids og CBC Television. Det premiere den 15. juli 2019.

## Broadcasting
- DR Ultra (2021-present)
- CBC Kids (2019-present)
- PBS Kids (2019-present)